# Järna-Vårdinge pastorat
Järna-Vårdinge pastorat är ett pastorat inom Svenska kyrkan i Södertälje kontrakt av Strängnäs stift. Pastoratskod: 040610. Pastoratet ligger i Södertälje kommun och omfattar följande församlingar:
- Vårdinge församling
- Ytterjärna församling
- Överjärna församling

Namnet på pastoratet var före 2015 'Södra Öknebo pastorat och de tre församlingarna ingick till 2014 även i Södra Öknebo kyrkliga samfällighet.
Pastoratet och samfälligheten bildades 1975.